# Хокей на зимових Олімпійських іграх 2022 — жіночий турнір
Турнір з хокею серед жінок на зимових Олімпійських іграх 2022 тривав з 3 до 17 лютого в Пекіні (Китай). У змаганнях взяли участь 10 збірних, із яких 6 кваліфікувались автоматично, завдяки світовому рейтингові ІІХФ, одна, збірна Китаю, як країна-господарка, а решта 3 взяли участь у кваліфікаційному турнірі.
Чинними чемпіонками була збірна США.

## Збірні, що кваліфікувались
| Дисципліна                       | Строки                          | Місце проведення | Кількість квот | Кваліфікувались                                                            |
| -------------------------------- | ------------------------------- | ---------------- | -------------- | -------------------------------------------------------------------------- |
| Господарки                       | 17 травня 2018                  | Копенгаген       | 1              | Китай                                                                      |
| Світовий рейтинг ІІХФ 2020[a]    | 12 грудня 2016 — 10 квітня 2020 | Н/Д              | 6              | США · Канада · Фінляндія · Олімпійський комітет Росії · Швейцарія · Японія |
| Фінальний кваліфікаційний турнір | 11–14 листопада 2021            | Хомутов          | 1              | Чехія                                                                      |
| Фінальний кваліфікаційний турнір | 11–14 листопада 2021            | Фюссен           | 1              | Данія                                                                      |
| Фінальний кваліфікаційний турнір | 11–14 листопада 2021            | Лулео            | 1              | Швеція                                                                     |
| Загалом                          |                                 |                  | 10             |                                                                            |

Нотатки
1. a Світовий рейтинг ІІХФ 2020 ґрунтується на підсумках таких змагань: Чемпіонат світу 2017, Чемпіонат світу 2018, зимові Олімпійські ігри 2018, Чемпіонат світу 2019 і Чемпіонат світу 2020
2. b Галфакс і Труро мали стати місцем проведення Чемпіонату світу 2020. Рейтинг з урахуванням його підсумків мав стати підставою для автоматичної кваліфікації на ігри. Однак, через пандемію COVID-19 чемпіонат світу в кількох дивізіонах скасовано. Тож, щоб визначити рейтинг, замість підсумків турнірів, що не відбулись, застосовували посів на них.

## Формат
Десять збірних розбиті на дві групи, по п'ять у кожній. У своїх групах збірні грають кожна з кожною один раз. До чвертьфіналу потрапляють усі збірні з групи A і перші три збірні з групи B. Далі змагання проходять за олімпійською системою.

## Офіційні особи
На змагання обрано 12 рефері й 10 лайнсменів.
| Рефері - Сіанна Ліфферс - Елізабет Манта - Лейсі Сенюк - Анніїна Нурмі - Тіяна Гак - Дарія Абросимова - Дарія Єрмак - Ніколета Целарова - Марія Фурберґ - Анна Віґанд - Келлі Кук - Челсі Рейпін | Лайнсмени - Юлія Кайнберґер - Александра Блер - Джастін Тодд - Єнні Хейккінен - Ліза Лінек - Анна Гаммар - Вероніка Ловенсне - Кендалл Генлі - Жаклін Спрессер - Сара Стронґ |

## Попередній раунд
Вказано місцевий час (UTC+8).

### Критерії розподілу місць
У кожній групі збірні посідають місця згідно з такими критеріями:
1. Кількість набраних очок (три очки за перемогу в основний час, два очки за перемогу в овертаймі або за буллітами, одне очко за поразку в овертаймі або за буллітами, жодного очка за поразку в основний час);
2. Якщо очок порівну, місце визначається результатом особистої зустрічі;
3. Якщо три збірні мають однакову кількість очок, діють такі критерії для визначення місць (якщо після цього тільки дві збірні мають однакові показники, то місце визначається результатом особистої зустрічі):
  1. Очки, набрані в особистих зустрічах;
  2. Різниця голів в особистих зустрічах;
  3. Кількість голів, забитих в особистих зустрічах;
  4. Результати матчів кожної з цих збірних з четвертою збірною в групі (очки, різниця голів, забиті голи);
  5. Місце в світовому рейтингу ІІХФ 2021.

### Група A
| Поз | Команда                    | М | В | ВО | ПО | П | ГЗ | ГП | Різ | О  | Кваліфікація     |
| --- | -------------------------- | - | - | -- | -- | - | -- | -- | --- | -- | ---------------- |
| 1   | США                        | 4 | 3 | 0  | 0  | 1 | 20 | 6  | +14 | 9  | Чвертьфіналістки |
| 2   | Канада                     | 4 | 4 | 0  | 0  | 0 | 33 | 5  | +28 | 12 | Чвертьфіналістки |
| 3   | Фінляндія                  | 4 | 1 | 0  | 0  | 3 | 10 | 19 | −9  | 3  | Чвертьфіналістки |
| 4   | Олімпійський комітет Росії | 4 | 1 | 0  | 0  | 3 | 6  | 18 | −12 | 3  | Чвертьфіналістки |
| 5   | Швейцарія                  | 4 | 1 | 0  | 0  | 3 | 6  | 27 | −21 | 3  | Чвертьфіналістки |

| 3 лютого 2022 12:10 v | Канада | 12–1 (3–0, 5–0, 4–1) | Швейцарія | Державний палац спорту Пекіна (Пекін) 1,000 глядачів |

| звіт | звіт                                                                           | звіт                             | звіт          | звіт                                                                   |
| --- | ------------------------------------------------------------------------------ | -------------------------------- | ------------- | ---------------------------------------------------------------------- |
| |                                                                                |                                  |               |                                                                        |
| | Анн-Рене Десбін                                                                | Воротарі                         | Андреа Бранді | Судді: Дарія Єрмак Анна Віґанд Лінійні Судді: Ліза Лінек Ліннея Сайніо |
| | голи:                                                                          |                                  |               | Судді: Дарія Єрмак Анна Віґанд Лінійні Судді: Ліза Лінек Ліннея Сайніо |
| Фільє (Спунер) – 01:04 / Фільє (Пулен) – 07:55 / Спунер (Фільє, Амброз) – 11:20 / Джонстон (Томпсон, Тернбулл) – 28:06 / Стейсі (Белл) – 28:21 / Спунер (Нерс, Томпсон) (PP) – 33:20 / Тернбулл (Томпсон, Джонстон) – 35:40 / Стейсі (Шелтон) – 37:02 / Тернбулл (Реттрей, Спунер) – 46:14 / Белл (Тернбулл, Джонстон) – 53:46 / Томпсон (Джонстон, Нерс) – 56:20 /Амброз (Спунер, Томпсон) (PP) – 59:58 | 1–0 / 2–0 / 3–0 / 4–0 / 5–0 / 6–0 / 7–0 / 8–0 / 9–0 / 9–1 / 10–1 / 11–1 / 12–1 | 48:30 – Штальдер (Крістен) (PP2) |               | Судді: Дарія Єрмак Анна Віґанд Лінійні Судді: Ліза Лінек Ліннея Сайніо |
| |                                                                                |                                  |               | Судді: Дарія Єрмак Анна Віґанд Лінійні Судді: Ліза Лінек Ліннея Сайніо |
| |                                                                                |                                  |               | Судді: Дарія Єрмак Анна Віґанд Лінійні Судді: Ліза Лінек Ліннея Сайніо |
| |                                                                                |                                  |               | Судді: Дарія Єрмак Анна Віґанд Лінійні Судді: Ліза Лінек Ліннея Сайніо |
| 14 хв | Штраф                                                                          | 8 хв                             |               | Судді: Дарія Єрмак Анна Віґанд Лінійні Судді: Ліза Лінек Ліннея Сайніо |
| |                                                                                |                                  |               |                                                                        |
| | 70                                                                             | кидки                            | 15            |                                                                        |

| 3 лютого 2022 21:10 v | Фінляндія | 2–5 (0–2, 0–2, 2–1) | США | Арена Укесон (Пекін) |

| звіт                                                           | звіт                                    | звіт | звіт | звіт                                                                |
| -------------------------------------------------------------- | --------------------------------------- | --- | ---- | ------------------------------------------------------------------- |
|                                                                |                                         | |      |                                                                     |
|                                                                |                                         | |      | Судді: Келлі Кук Лейсі Сенюк Лінійні Судді: Алекс Кларк Сара Стронґ |
|                                                                | голи:                                   | |      |                                                                     |
| Тапані (Лайтінен, Ніемінен) (PP) – 43:15 / Тапані (PP) – 57:40 | 0–1 / 0–2 / 0–3 / 0–4 / 1–4 / 1–5 / 2–5 | 10:37 – Кессел (Гермон) / 13:00 – Карпентер (Паннек, Данн) (PP) / 25:32 – Койн-Скофілд (Барнс) / 26:36 – Койн-Скофілд (Гермон, Брандт) / 48:01 – Карпентер (Роке, Кессел) |      |                                                                     |
|                                                                |                                         | |      |                                                                     |
|                                                                |                                         | |      |                                                                     |
|                                                                |                                         | |      |                                                                     |
| 8 хв                                                           | Штраф                                   | 6 хв |      |                                                                     |
|                                                                |                                         | |      |                                                                     |
|                                                                | 12                                      | кидки | 52   |                                                                     |

| 4 лютого 2022 12:10 v | Олімпійський комітет Росії | 5–2 (2–1, 2–1, 1–0) | Швейцарія | Державний палац спорту Пекіна (Пекін) |

| звіт | звіт                                    | звіт                                                                 | звіт | звіт                                                                            |
| --- | --------------------------------------- | -------------------------------------------------------------------- | ---- | ------------------------------------------------------------------------------- |
| |                                         |                                                                      |      |                                                                                 |
| |                                         |                                                                      |      | Судді: Сіана Лієферс Елізабет Манта Лінійні Судді: Кендалл Генлі Джекі Спрессар |
| | голи:                                   |                                                                      |      |                                                                                 |
| 05:54 – Добродєєва (Вафіна, Павлова) / 17:29 – Болгарева (Кадірова) / 30:30 – Шибанова (Пєчнікова, Братищева) / 37:07 – Болгарева (Кадірова) | 1–0 / 1–1 / 2–1 / 2–2 / 3–2 / 4–2 / 5–2 | Лара Штадлер (Крістен, Мюллер) (PP) – 17:16 / Мюллер (Рінер) – 26:57 |      |                                                                                 |
| |                                         |                                                                      |      |                                                                                 |
| |                                         |                                                                      |      |                                                                                 |
| |                                         |                                                                      |      |                                                                                 |
| 10 хв | Штраф                                   | 6 хв                                                                 |      |                                                                                 |
| |                                         |                                                                      |      |                                                                                 |
| | 31                                      | кидки                                                                | 30   |                                                                                 |

| 5 лютого 2022 12:10 v | Канада | 11–1 (2–1, 5–0, 4–0) | Фінляндія | Арена Укесон (Пекін) 670 глядачів |

| звіт | звіт                                                                    | звіт             | звіт                        | звіт                                                                        |
| --- | ----------------------------------------------------------------------- | ---------------- | --------------------------- | --------------------------------------------------------------------------- |
| |                                                                         |                  |                             |                                                                             |
| | Анн-Рене Десбін                                                         | Воротарі         | Меері Ряйсянен Анні Кейсала | Судді: Челсі Рейпін Анна Віґанд Лінійні Судді: Ліза Лінек Вероніка Ловенсне |
| | голи:                                                                   |                  |                             | Судді: Челсі Рейпін Анна Віґанд Лінійні Судді: Ліза Лінек Вероніка Ловенсне |
| Фільє (Спунер, Томпсон) – 01:01 / Нерс – 12:45 / Фільє (Фаст, Спунер) – 23:22 / Нерс (Спунер, Реттрей) – 30:01 / Дженнер (Ларок, Пулен) – 31:20 / Дженнер (Занді-Гарт, Пулен) – 34:27 / Стейсі (Мальте, Шелтон) – 36:35 / Реттрей (Дженнер, Белл) – 47:06 / Нерс (Амброз, Спунер) – 53:07 / Стейсі (Шелтон, Белл) – 54:10 / Дженнер (Кларк, Пулен) – 54:45 | 1–0 / 2–0 / 2–1 / 3–1 / 4–1 / 5–1 / 6–1 / 7–1 / 8–1 / 9–1 / 10–1 / 11–1 | 18:27 – Туомінен |                             | Судді: Челсі Рейпін Анна Віґанд Лінійні Судді: Ліза Лінек Вероніка Ловенсне |
| |                                                                         |                  |                             | Судді: Челсі Рейпін Анна Віґанд Лінійні Судді: Ліза Лінек Вероніка Ловенсне |
| |                                                                         |                  |                             | Судді: Челсі Рейпін Анна Віґанд Лінійні Судді: Ліза Лінек Вероніка Ловенсне |
| |                                                                         |                  |                             | Судді: Челсі Рейпін Анна Віґанд Лінійні Судді: Ліза Лінек Вероніка Ловенсне |
| 14 хв | Штраф                                                                   | 8 хв             |                             | Судді: Челсі Рейпін Анна Віґанд Лінійні Судді: Ліза Лінек Вероніка Ловенсне |
| |                                                                         |                  |                             |                                                                             |
| | 48                                                                      | кидки            | 29                          |                                                                             |

| 5 лютого 2022 21:10 v | США | 5–0 (1–0, 1–0, 3–0) | Олімпійський комітет Росії | Арена Укесон (Пекін) 581 глядачів |

| звіт | звіт                        | звіт     | звіт                         | звіт                                                                     |
| --- | --------------------------- | -------- | ---------------------------- | ------------------------------------------------------------------------ |
| |                             |          |                              |                                                                          |
| | Нікол Генслі                | Воротарі | Марія Сорокіна Дар'я Гредзен | Судді: Тіяна Гак Анніїна Нурмі Лінійні Судді: Анна Гаммар Єнні Хейккінен |
| | голи:                       |          |                              | Судді: Тіяна Гак Анніїна Нурмі Лінійні Судді: Анна Гаммар Єнні Хейккінен |
| Гермон (Найт, Брандт) – 12:29 / Найт (Гермон, Койн-Скофілд) – 28:51 / Замвінкл (Камеранезі, Бозек) – 43:57 / Комфер (Мерфі, Скамурра) – 46:15 / Карпентер (Кессел, Гермон) – 48:44 | 1–0 / 2–0 / 3–0 / 4–0 / 5–0 |          |                              | Судді: Тіяна Гак Анніїна Нурмі Лінійні Судді: Анна Гаммар Єнні Хейккінен |
| |                             |          |                              | Судді: Тіяна Гак Анніїна Нурмі Лінійні Судді: Анна Гаммар Єнні Хейккінен |
| |                             |          |                              | Судді: Тіяна Гак Анніїна Нурмі Лінійні Судді: Анна Гаммар Єнні Хейккінен |
| |                             |          |                              | Судді: Тіяна Гак Анніїна Нурмі Лінійні Судді: Анна Гаммар Єнні Хейккінен |
| 6 хв | Штраф                       | 14 хв    |                              | Судді: Тіяна Гак Анніїна Нурмі Лінійні Судді: Анна Гаммар Єнні Хейккінен |
| |                             |          |                              |                                                                          |
| | 62                          | кидки    | 12                           |                                                                          |

| 6 лютого 2022 21:10 v | Швейцарія | 0–8 (0–5, 0–2, 0–1) | США | Арена Укесон (Пекін) 545 глядачів |

| звіт | звіт                                          | звіт | звіт            | звіт                                                                    |
| ---- | --------------------------------------------- | --- | --------------- | ----------------------------------------------------------------------- |
|      |                                               | |                 |                                                                         |
|      | Андреа Бранді Саскія Маурер                   | Воротарі | Алекс Кавалліні | Судді: Марія Фурберґ Лейсі Сенюк Лінійні Судді: Алекс Кларк Сара Стронґ |
|      | голи:                                         | |                 | Судді: Марія Фурберґ Лейсі Сенюк Лінійні Судді: Алекс Кларк Сара Стронґ |
|      | 0–1 / 0–2 / 0–3 / 0–4 / 0–5 / 0–6 / 0–7 / 0–8 | 05:40 – Найт (Брандт, Келлер) (PP) / 14:04 – Комфер (Скамурра, Бозек) / 14:13 – Найт / 16:15 – Паннек / 19:38 – Кессел (Данн, Барнс) / 22:11 – Паннек (Кессел, Карпентер) / 37:12 – Комфер (Бозек, Данн) / 57:29 – Камеранезі (Паннек, Барнс) |                 | Судді: Марія Фурберґ Лейсі Сенюк Лінійні Судді: Алекс Кларк Сара Стронґ |
|      |                                               | |                 | Судді: Марія Фурберґ Лейсі Сенюк Лінійні Судді: Алекс Кларк Сара Стронґ |
|      |                                               | |                 | Судді: Марія Фурберґ Лейсі Сенюк Лінійні Судді: Алекс Кларк Сара Стронґ |
|      |                                               | |                 | Судді: Марія Фурберґ Лейсі Сенюк Лінійні Судді: Алекс Кларк Сара Стронґ |
|      |                                               | |                 | Судді: Марія Фурберґ Лейсі Сенюк Лінійні Судді: Алекс Кларк Сара Стронґ |
|      |                                               | |                 |                                                                         |

| 7 лютого 2022 13:15 v | Олімпійський комітет Росії | 1–6 (0–2, 1–2, 0–2) | Канада | Арена Укесон (Пекін) 545 глядачів |

| звіт                    | звіт                                    | звіт | звіт            | звіт                                                                           |
| ----------------------- | --------------------------------------- | --- | --------------- | ------------------------------------------------------------------------------ |
|                         |                                         | |                 |                                                                                |
|                         | Дар'я Гредзен Марія Сорокіна            | Воротарі | Емеранс Машмаєр | Судді: Дарія Єрмак Челсі Рейпін Лінійні Судді: Вероніка Ловенсне Ліннея Сайніо |
|                         | голи:                                   | |                 | Судді: Дарія Єрмак Челсі Рейпін Лінійні Судді: Вероніка Ловенсне Ліннея Сайніо |
| Шохіна (Вафіна) – 37:21 | 0–1 / 0–2 / 0–3 / 0–4 / 1–4 / 1–5 / 1–6 | 02:09 – Нерс / 02:29 – Фільє (Фаст, Реттрей) / 27:45 – Реттрей (Спунер, Нерс) (PP) / 30:29 – Амброз (Джонстон, Стейсі) / 40:39 – Джонстон (Дженнер, Пулен) (PP) / 45:50 – Пулен (Дженнер, Амброз) (PP) |                 | Судді: Дарія Єрмак Челсі Рейпін Лінійні Судді: Вероніка Ловенсне Ліннея Сайніо |
|                         |                                         | |                 | Судді: Дарія Єрмак Челсі Рейпін Лінійні Судді: Вероніка Ловенсне Ліннея Сайніо |
|                         |                                         | |                 | Судді: Дарія Єрмак Челсі Рейпін Лінійні Судді: Вероніка Ловенсне Ліннея Сайніо |
|                         |                                         | |                 | Судді: Дарія Єрмак Челсі Рейпін Лінійні Судді: Вероніка Ловенсне Ліннея Сайніо |
| 14 хв                   | Штраф                                   | 8 хв |                 | Судді: Дарія Єрмак Челсі Рейпін Лінійні Судді: Вероніка Ловенсне Ліннея Сайніо |
|                         |                                         | |                 |                                                                                |
|                         | 12                                      | кидки | 49              |                                                                                |

| 7 лютого 2022 21:10 v | Швейцарія | 3–2 (1–0, 1–1, 1–1) | Фінляндія | Державний палац спорту Пекіна (Пекін) 742 глядачів |

| звіт | звіт                        | звіт                                                                                | звіт         | звіт                                                                           |
| --- | --------------------------- | ----------------------------------------------------------------------------------- | ------------ | ------------------------------------------------------------------------------ |
| |                             |                                                                                     |              |                                                                                |
| | Андреа Бранді               | Воротарі                                                                            | Анні Кейсала | Судді: Сіанна Ліфферс Елізабет Манта Лінійні Судді: Кендалл Генлі Діана Мохова |
| | голи:                       |                                                                                     |              | Судді: Сіанна Ліфферс Елізабет Манта Лінійні Судді: Кендалл Генлі Діана Мохова |
| Крістен (Мюллер, Штальдер) (PP2) – 11:52 / Рюеґґ (Мюллер, Ліман) (PP, EA) – 30:00 / Штальдер (Мюллер, Зіґріст) – 41:21 | 1–0 / 1–1 / 2–1 / 3–1 / 3–2 | 27:49 – Лайтінен (Саволайнен, Туомінен) (PP) / 50:11 – Холопайнен (Вайнікка, Тулус) |              | Судді: Сіанна Ліфферс Елізабет Манта Лінійні Судді: Кендалл Генлі Діана Мохова |
| |                             |                                                                                     |              | Судді: Сіанна Ліфферс Елізабет Манта Лінійні Судді: Кендалл Генлі Діана Мохова |
| |                             |                                                                                     |              | Судді: Сіанна Ліфферс Елізабет Манта Лінійні Судді: Кендалл Генлі Діана Мохова |
| |                             |                                                                                     |              | Судді: Сіанна Ліфферс Елізабет Манта Лінійні Судді: Кендалл Генлі Діана Мохова |
| 6 хв | Штраф                       | 14 хв                                                                               |              | Судді: Сіанна Ліфферс Елізабет Манта Лінійні Судді: Кендалл Генлі Діана Мохова |
| |                             |                                                                                     |              |                                                                                |
| | 24                          | кидки                                                                               | 40           |                                                                                |

| 8 лютого 2022 12:10 v | США | 2–4 (0–1, 2–3, 0–0) | Канада | Арена Укесон (Пекін) 591 глядачів |

| звіт                                                                         | звіт                              | звіт | звіт            | звіт                                                                                          |
| ---------------------------------------------------------------------------- | --------------------------------- | --- | --------------- | --------------------------------------------------------------------------------------------- |
|                                                                              |                                   | |                 |                                                                                               |
|                                                                              | Медді Руні                        | Воротарі | Анн-Рене Десбін | Судді: Сіанна Ліфферс Лейсі Сенюк Елізабет Манта Лінійні Судді: Кендалл Генлі Жаклін Спрессер |
|                                                                              | голи:                             | |                 | Судді: Сіанна Ліфферс Лейсі Сенюк Елізабет Манта Лінійні Судді: Кендалл Генлі Жаклін Спрессер |
| Камеранезі (Паннек, Барнс) – 29:17 / Карпентер (Кессел, Келлер) (PP) – 31:34 | 0–1 / 1–1 / 2–1 / 2–2 / 2–3 / 2–4 | 14:10 – Дженнер (Фільє, Пулен) (PP) / 32:00 – Дженнер (Нерс) / 34:25 – Реттрей (Спунер, Занді-Гарт) / 37:25 – Пулен (PS) |                 | Судді: Сіанна Ліфферс Лейсі Сенюк Елізабет Манта Лінійні Судді: Кендалл Генлі Жаклін Спрессер |
|                                                                              |                                   | |                 | Судді: Сіанна Ліфферс Лейсі Сенюк Елізабет Манта Лінійні Судді: Кендалл Генлі Жаклін Спрессер |
|                                                                              |                                   | |                 | Судді: Сіанна Ліфферс Лейсі Сенюк Елізабет Манта Лінійні Судді: Кендалл Генлі Жаклін Спрессер |
|                                                                              |                                   | |                 | Судді: Сіанна Ліфферс Лейсі Сенюк Елізабет Манта Лінійні Судді: Кендалл Генлі Жаклін Спрессер |
| 2 хв                                                                         | Штраф                             | 12 хв |                 | Судді: Сіанна Ліфферс Лейсі Сенюк Елізабет Манта Лінійні Судді: Кендалл Генлі Жаклін Спрессер |
|                                                                              |                                   | |                 |                                                                                               |
|                                                                              | 53                                | кидки | 27              |                                                                                               |

| 8 лютого 2022 21:10 | Фінляндія | 5–0 (2–0, 3–0, 0–0) | Олімпійський комітет Росії | Державний палац спорту Пекіна (Пекін) 797 глядачів |

| звіт | звіт                        | звіт     | звіт                             | звіт                                                                |
| --- | --------------------------- | -------- | -------------------------------- | ------------------------------------------------------------------- |
| |                             |          |                                  |                                                                     |
| | Анні Кейсала                | Воротарі | Марія Сорокіна Валерія Меркушева | Судді: Келлі Кук Анна Віґанд Лінійні Судді: Алекс Кларк Сара Стронґ |
| | голи:                       |          |                                  | Судді: Келлі Кук Анна Віґанд Лінійні Судді: Алекс Кларк Сара Стронґ |
| Рантала (Нісканен) – 09:06 / Карвінен (Ніемінен, Тулус) (PP) – 18:18 / Нюлунд (Ванханен, Рантала) – 27:09 / Туомінен (Лайтінен) (PP) – 30:37 / Тапані (Хійрікоскі, Тулус) (PP) – 31:06 | 1–0 / 2–0 / 3–0 / 4–0 / 5–0 |          |                                  | Судді: Келлі Кук Анна Віґанд Лінійні Судді: Алекс Кларк Сара Стронґ |
| |                             |          |                                  | Судді: Келлі Кук Анна Віґанд Лінійні Судді: Алекс Кларк Сара Стронґ |
| |                             |          |                                  | Судді: Келлі Кук Анна Віґанд Лінійні Судді: Алекс Кларк Сара Стронґ |
| |                             |          |                                  | Судді: Келлі Кук Анна Віґанд Лінійні Судді: Алекс Кларк Сара Стронґ |
| 6 хв | Штраф                       | 14 хв    |                                  | Судді: Келлі Кук Анна Віґанд Лінійні Судді: Алекс Кларк Сара Стронґ |
| |                             |          |                                  |                                                                     |
| | 30                          | кидки    | 19                               |                                                                     |

### Група B
| Поз | Команда   | М | В | ВО | ПО | П | ГЗ | ГП | Різ | О | Кваліфікація     |
| --- | --------- | - | - | -- | -- | - | -- | -- | --- | - | ---------------- |
| 1   | Японія    | 4 | 2 | 1  | 1  | 0 | 13 | 7  | +6  | 9 | Чвертьфіналістки |
| 2   | Чехія     | 4 | 2 | 0  | 1  | 1 | 10 | 8  | +2  | 7 | Чвертьфіналістки |
| 3   | Швеція    | 4 | 2 | 0  | 0  | 2 | 7  | 8  | −1  | 6 | Чвертьфіналістки |
| 4   | Данія     | 4 | 1 | 0  | 0  | 3 | 7  | 14 | −7  | 3 | Вибули           |
| 5   | Китай (H) | 4 | 1 | 1  | 0  | 2 | 7  | 7  | 0   | 5 | Вибули           |

| 3 лютого 2022 12:10 v | Чехія | 3–1 (1–0, 1–1, 1–0) | Китай | Арена Укесон (Пекін) 499 глядачів |

| звіт | звіт                  | звіт                            | звіт     | звіт                                                                      |
| --- | --------------------- | ------------------------------- | -------- | ------------------------------------------------------------------------- |
| |                       |                                 |          |                                                                           |
| | Клара Песларова       | Воротарі                        | Чень Тія | Судді: Тіяна Гак Анніїна Нурмі Лінійні Судді: Анна Гаммар Юлія Кайнберґер |
| | голи:                 |                                 |          | Судді: Тіяна Гак Анніїна Нурмі Лінійні Судді: Анна Гаммар Юлія Кайнберґер |
| Радова (Ванішова, Мражова) – 10:38 / Кршишова (Нойбауерова, Чаянова) – 23:57 / Пейжлова (Горалкова) – 46:27 | 1–0 / 2–0 / 2–1 / 3–1 | 29:02 – Мі (Лінь, Ван Ют.) (PP) |          | Судді: Тіяна Гак Анніїна Нурмі Лінійні Судді: Анна Гаммар Юлія Кайнберґер |
| |                       |                                 |          | Судді: Тіяна Гак Анніїна Нурмі Лінійні Судді: Анна Гаммар Юлія Кайнберґер |
| |                       |                                 |          | Судді: Тіяна Гак Анніїна Нурмі Лінійні Судді: Анна Гаммар Юлія Кайнберґер |
| |                       |                                 |          | Судді: Тіяна Гак Анніїна Нурмі Лінійні Судді: Анна Гаммар Юлія Кайнберґер |
| 4 хв | Штраф                 | 6 хв                            |          | Судді: Тіяна Гак Анніїна Нурмі Лінійні Судді: Анна Гаммар Юлія Кайнберґер |
| |                       |                                 |          |                                                                           |
| | 36                    | кидки                           | 14       |                                                                           |

| 3 лютого 2022 16:40 v | Швеція | 1–3 (0–1, 1–0, 0–2) | Японія | Арена Укесон (Пекін) |

| звіт                              | звіт                  | звіт                                                                                          | звіт | звіт                                                                           |
| --------------------------------- | --------------------- | --------------------------------------------------------------------------------------------- | ---- | ------------------------------------------------------------------------------ |
|                                   |                       |                                                                                               |      |                                                                                |
|                                   |                       |                                                                                               |      | Судді: Сіанна Ліфферс Елізабет Манта Лінійні Судді: Кендалл Генлі Діана Мохова |
|                                   | голи:                 |                                                                                               |      |                                                                                |
| Перссон (Вікнер-Зенкевич) – 20:30 | 0–1 / 1–1 / 1–2 / 1–3 | Койке (Така, Осава) – 19:13 / Укіта (Сіґа, Сіґа) – 44:03 / Йонеяма (Кояма, Хосоямада) – 58:59 |      |                                                                                |
|                                   |                       |                                                                                               |      |                                                                                |
|                                   |                       |                                                                                               |      |                                                                                |
|                                   |                       |                                                                                               |      |                                                                                |
| 6 хв                              | Штраф                 | 4 хв                                                                                          |      |                                                                                |
|                                   |                       |                                                                                               |      |                                                                                |
|                                   | 27                    | кидки                                                                                         | 40   |                                                                                |

| 4 лютого 2022 12:10 v | Данія | 1–3 (1–0, 0–1, 0–2) | Китай | Арена Укесон (Пекін) |

| звіт                               | звіт  | звіт                                                       | звіт | звіт                                                                           |
| ---------------------------------- | ----- | ---------------------------------------------------------- | ---- | ------------------------------------------------------------------------------ |
|                                    |       |                                                            |      |                                                                                |
|                                    |       |                                                            |      | Судді: Дарія Єрмак Челсі Рейпін Лінійні Судді: Вероніка Ловенсне Ліннея Сайніо |
|                                    |       |                                                            |      |                                                                                |
| Франдсен (Сендерґор-Єнсен) – 08:06 |       | Лум (Юй, Вон) – 36:46 / Льянес (Лум) – 59:10 / Лум – 59:28 |      |                                                                                |
|                                    |       |                                                            |      |                                                                                |
|                                    |       |                                                            |      |                                                                                |
|                                    |       |                                                            |      |                                                                                |
| 6 хв                               | Штраф | 6 хв                                                       |      |                                                                                |
|                                    |       |                                                            |      |                                                                                |
|                                    | 23    | кидки                                                      | 32   |                                                                                |

| 5 лютого 2022 16:40 v | Японія | 6–2 (3–0, 2–1, 1–1) | Данія | Арена Укесон (Пекін) 476 глядачів |

| звіт | звіт                                          | звіт                                                                 | звіт                               | звіт                                                                  |
| --- | --------------------------------------------- | -------------------------------------------------------------------- | ---------------------------------- | --------------------------------------------------------------------- |
| |                                               |                                                                      |                                    |                                                                       |
| | Нана Фудзімото Акане Конісі                   | Воротарі                                                             | Ліса Єнсен Кассандра Репсток-Ромме | Судді: Келлі Кук Марія Фурберґ Лінійні Судді: Алекс Кларк Сара Стронґ |
| | голи:                                         |                                                                      |                                    | Судді: Келлі Кук Марія Фурберґ Лінійні Судді: Алекс Кларк Сара Стронґ |
| Х. Ямасіта (Міура, Койке) – 10:46 / Х. Токо (Ао. Сіґа, А. Токо) – 12:08 / Укіта – 13:50 / А. Токо (Х. Токо) – 22:53 / Ак. Сіґа (Кубо, Х. Токо) (PP) – 39:54 / Х. Йонеяма (Х. Ямасіта, Койке) – 48:02 | 1–0 / 2–0 / 3–0 / 4–0 / 4–1 / 5–1 / 6–1 / 6–2 | 29:16 – Бау Гансен (Н. Єнсен) / 59:55 – Якобсен (Перссон, Вайс) (PP) |                                    | Судді: Келлі Кук Марія Фурберґ Лінійні Судді: Алекс Кларк Сара Стронґ |
| |                                               |                                                                      |                                    | Судді: Келлі Кук Марія Фурберґ Лінійні Судді: Алекс Кларк Сара Стронґ |
| |                                               |                                                                      |                                    | Судді: Келлі Кук Марія Фурберґ Лінійні Судді: Алекс Кларк Сара Стронґ |
| |                                               |                                                                      |                                    | Судді: Келлі Кук Марія Фурберґ Лінійні Судді: Алекс Кларк Сара Стронґ |
| 8 хв | Штраф                                         | 8 хв                                                                 |                                    | Судді: Келлі Кук Марія Фурберґ Лінійні Судді: Алекс Кларк Сара Стронґ |
| |                                               |                                                                      |                                    |                                                                       |
| | 42                                            | кидки                                                                | 20                                 |                                                                       |

| 5 лютого 2022 16:40 v | Чехія | 3–1 (1–0, 1–1, 1–0) | Швеція | Державний палац спорту Пекіна (Пекін) 438 глядачів |

| звіт                                                         | звіт                  | звіт                                      | звіт           | звіт                                                                             |
| ------------------------------------------------------------ | --------------------- | ----------------------------------------- | -------------- | -------------------------------------------------------------------------------- |
|                                                              |                       |                                           |                |                                                                                  |
|                                                              | Клара Песларова       | Воротарі                                  | Емма Седерберґ | Судді: Сіанна Ліфферс Елізабет Манта Лінійні Судді: Діана Мохова Жаклін Спрессер |
|                                                              | голи:                 |                                           |                | Судді: Сіанна Ліфферс Елізабет Манта Лінійні Судді: Діана Мохова Жаклін Спрессер |
| Ванішова – 18:23 / Гимларова (SH) – 33:56 / Ванішова – 54:03 | 1–0 / 2–0 / 2–1 / 3–1 | 39:16 – Мерен (Лін. Юганссон, Адольфссон) |                | Судді: Сіанна Ліфферс Елізабет Манта Лінійні Судді: Діана Мохова Жаклін Спрессер |
|                                                              |                       |                                           |                | Судді: Сіанна Ліфферс Елізабет Манта Лінійні Судді: Діана Мохова Жаклін Спрессер |
|                                                              |                       |                                           |                | Судді: Сіанна Ліфферс Елізабет Манта Лінійні Судді: Діана Мохова Жаклін Спрессер |
|                                                              |                       |                                           |                | Судді: Сіанна Ліфферс Елізабет Манта Лінійні Судді: Діана Мохова Жаклін Спрессер |
| 12 хв                                                        | Штраф                 | 8 хв                                      |                | Судді: Сіанна Ліфферс Елізабет Манта Лінійні Судді: Діана Мохова Жаклін Спрессер |
|                                                              |                       |                                           |                |                                                                                  |
|                                                              | 46                    | кидки                                     | 28             |                                                                                  |

| 6 лютого 2022 16:40 v | КНР | 2–1 GWS (0–1, 0–0, 1–0) (OT: 0–0) (SO: 1–0) | Японія | Арена Укесон (Пекін) 506 глядачів |

| звіт               | звіт       | звіт                                  | звіт           | звіт                                                                         |
| ------------------ | ---------- | ------------------------------------- | -------------- | ---------------------------------------------------------------------------- |
|                    |            |                                       |                |                                                                              |
|                    | Чжоу Цзяїн | Воротарі                              | Нана Фудзімото | Судді: Тіяна Гак Анніїна Нурмі Лінійні Судді: Єнні Хейккінен Юлія Кайнберґер |
|                    | голи:      |                                       |                | Судді: Тіяна Гак Анніїна Нурмі Лінійні Судді: Єнні Хейккінен Юлія Кайнберґер |
| Ху (Лі Б.) – 41:06 | 0–1 / 1–1  | 18:02 – Хосоямада (Койке, Осава) (PP) |                | Судді: Тіяна Гак Анніїна Нурмі Лінійні Судді: Єнні Хейккінен Юлія Кайнберґер |
|                    |            |                                       |                | Судді: Тіяна Гак Анніїна Нурмі Лінійні Судді: Єнні Хейккінен Юлія Кайнберґер |
|                    |            |                                       |                | Судді: Тіяна Гак Анніїна Нурмі Лінійні Судді: Єнні Хейккінен Юлія Кайнберґер |
|                    |            |                                       |                | Судді: Тіяна Гак Анніїна Нурмі Лінійні Судді: Єнні Хейккінен Юлія Кайнберґер |
| 6 хв               | Штраф      | 0 хв                                  |                | Судді: Тіяна Гак Анніїна Нурмі Лінійні Судді: Єнні Хейккінен Юлія Кайнберґер |
|                    |            |                                       |                |                                                                              |
|                    | 30         | кидки                                 | 33             |                                                                              |

| 7 лютого 2022 16:40 v | Данія | 3–2 (1–1, 1–1, 1–0) | Чехія | Арена Укесон (Пекін) 637 глядачів |

| звіт                                                                   | звіт                        | звіт                                                              | звіт              | звіт                                                                    |
| ---------------------------------------------------------------------- | --------------------------- | ----------------------------------------------------------------- | ----------------- | ----------------------------------------------------------------------- |
|                                                                        |                             |                                                                   |                   |                                                                         |
|                                                                        | Кассандра Репсток-Ромме     | Воротарі                                                          | Вікторіє Швейдова | Судді: Марія Фурберґ Лейсі Сенюк Лінійні Судді: Алекс Кларк Сара Стронґ |
|                                                                        | голи:                       |                                                                   |                   | Судді: Марія Фурберґ Лейсі Сенюк Лінійні Судді: Алекс Кларк Сара Стронґ |
| Якобсен – 09:14 / Вайс – 24:28 / Ґлуд (Якобсен, Н. Єнсен) (PP) – 40:49 | 0–1 / 1–1 / 1–2 / 2–2 / 3–2 | 05:48 – Тейралова (Кршишова) / 23:01 – Мражова (Радова, Ванішова) |                   | Судді: Марія Фурберґ Лейсі Сенюк Лінійні Судді: Алекс Кларк Сара Стронґ |
|                                                                        |                             |                                                                   |                   | Судді: Марія Фурберґ Лейсі Сенюк Лінійні Судді: Алекс Кларк Сара Стронґ |
|                                                                        |                             |                                                                   |                   | Судді: Марія Фурберґ Лейсі Сенюк Лінійні Судді: Алекс Кларк Сара Стронґ |
|                                                                        |                             |                                                                   |                   | Судді: Марія Фурберґ Лейсі Сенюк Лінійні Судді: Алекс Кларк Сара Стронґ |
| 12 хв                                                                  | Штраф                       | 8 хв                                                              |                   | Судді: Марія Фурберґ Лейсі Сенюк Лінійні Судді: Алекс Кларк Сара Стронґ |
|                                                                        |                             |                                                                   |                   |                                                                         |
|                                                                        | 17                          | кидки                                                             | 32                |                                                                         |

| 7 лютого 2022 21:10 v | КНР | 1–2 (1–0, 0–2, 0–0) | Швеція | Арена Укесон (Пекін) 588 глядачів |

| звіт                   | звіт            | звіт                                                                  | звіт           | звіт                                                                           |
| ---------------------- | --------------- | --------------------------------------------------------------------- | -------------- | ------------------------------------------------------------------------------ |
|                        |                 |                                                                       |                |                                                                                |
|                        | Чжоу Цзяїн      | Воротарі                                                              | Емма Седерберґ | Судді: Анніїна Нурмі Анна Віґанд Лінійні Судді: Єнні Хейккінен Юлія Кайнберґер |
|                        | голи:           |                                                                       |                | Судді: Анніїна Нурмі Анна Віґанд Лінійні Судді: Єнні Хейккінен Юлія Кайнберґер |
| Кан (Лінь Цз.) – 05:16 | 1–0 / 1–1 / 1–2 | 25:14 – Вікнер-Зенкевич (PS) / 26:39 – Бувенґ (Нюлен Перссон, Ваксін) |                | Судді: Анніїна Нурмі Анна Віґанд Лінійні Судді: Єнні Хейккінен Юлія Кайнберґер |
|                        |                 |                                                                       |                | Судді: Анніїна Нурмі Анна Віґанд Лінійні Судді: Єнні Хейккінен Юлія Кайнберґер |
|                        |                 |                                                                       |                | Судді: Анніїна Нурмі Анна Віґанд Лінійні Судді: Єнні Хейккінен Юлія Кайнберґер |
|                        |                 |                                                                       |                | Судді: Анніїна Нурмі Анна Віґанд Лінійні Судді: Єнні Хейккінен Юлія Кайнберґер |
| 2 хв                   | Штраф           | 8 хв                                                                  |                | Судді: Анніїна Нурмі Анна Віґанд Лінійні Судді: Єнні Хейккінен Юлія Кайнберґер |
|                        |                 |                                                                       |                |                                                                                |
|                        | 33              | кидки                                                                 | 33             |                                                                                |

| 8 лютого 2022 16:40 v | Японія | 3–2 GWS (1–0, 0–1, 1–1) (OT: 0–0) (SO: 1–0) | Чехія | Арена Укесон (Пекін) 638 глядачів |

| звіт                                                                            | звіт                  | звіт                                           | звіт            | звіт                                                                        |
| ------------------------------------------------------------------------------- | --------------------- | ---------------------------------------------- | --------------- | --------------------------------------------------------------------------- |
|                                                                                 |                       |                                                |                 |                                                                             |
|                                                                                 | Нана Фудзімото        | Воротарі                                       | Клара Песларова | Судді: Дарія Абросимова Дарія Єрмак Лінійні Судді: Ліза Лінек Ліннея Сайніо |
|                                                                                 | голи:                 |                                                |                 | Судді: Дарія Абросимова Дарія Єрмак Лінійні Судді: Ліза Лінек Ліннея Сайніо |
| Х. Токо (Ao. Сіґа, А. Токо) (PP) – 04:00 / Х. Токо (Кубо, А. Токо) (PP) – 40:23 | 1–0 / 1–1 / 2–1 / 2–2 | 26:09 – Кршишова (Ванішова) / 45:53 – Млинкова |                 | Судді: Дарія Абросимова Дарія Єрмак Лінійні Судді: Ліза Лінек Ліннея Сайніо |
|                                                                                 |                       |                                                |                 | Судді: Дарія Абросимова Дарія Єрмак Лінійні Судді: Ліза Лінек Ліннея Сайніо |
|                                                                                 |                       |                                                |                 | Судді: Дарія Абросимова Дарія Єрмак Лінійні Судді: Ліза Лінек Ліннея Сайніо |
|                                                                                 |                       |                                                |                 | Судді: Дарія Абросимова Дарія Єрмак Лінійні Судді: Ліза Лінек Ліннея Сайніо |
| 6 хв                                                                            | Штраф                 | 10 хв                                          |                 | Судді: Дарія Абросимова Дарія Єрмак Лінійні Судді: Ліза Лінек Ліннея Сайніо |
|                                                                                 |                       |                                                |                 |                                                                             |
|                                                                                 | 25                    | кидки                                          | 38              |                                                                             |

| 8 лютого 2022 21:10 v | Швеція | 3–1 (1–0, 1–1, 1–0) | Данія | Арена Укесон (Пекін) 696 глядачів |

| звіт | звіт                  | звіт                                     | звіт                    | звіт                                                                        |
| --- | --------------------- | ---------------------------------------- | ----------------------- | --------------------------------------------------------------------------- |
| |                       |                                          |                         |                                                                             |
| | Емма Седерберґ        | Воротарі                                 | Кассандра Репсток-Ромме | Судді: Анніїна Нурмі Челсі Рейпін Лінійні Судді: Анна Гаммар Єнні Хейккінен |
| | голи:                 |                                          |                         | Судді: Анніїна Нурмі Челсі Рейпін Лінійні Судді: Анна Гаммар Єнні Хейккінен |
| Нордін (Лундін) – 04:00 / Ліз. Юганссон (Лундін, Ваксін) (PP) – 36:00 / Берґлунд (Л'юнґблом) (PP, ENG) – 59:43 | 1–0 / 1–1 / 2–1 / 3–1 | 34:04 – Оксб'єрґ (Якобсен, Фріїс-Гансен) |                         | Судді: Анніїна Нурмі Челсі Рейпін Лінійні Судді: Анна Гаммар Єнні Хейккінен |
| |                       |                                          |                         | Судді: Анніїна Нурмі Челсі Рейпін Лінійні Судді: Анна Гаммар Єнні Хейккінен |
| |                       |                                          |                         | Судді: Анніїна Нурмі Челсі Рейпін Лінійні Судді: Анна Гаммар Єнні Хейккінен |
| |                       |                                          |                         | Судді: Анніїна Нурмі Челсі Рейпін Лінійні Судді: Анна Гаммар Єнні Хейккінен |
| 14 хв | Штраф                 | 10 хв                                    |                         | Судді: Анніїна Нурмі Челсі Рейпін Лінійні Судді: Анна Гаммар Єнні Хейккінен |
| |                       |                                          |                         |                                                                             |
| | 21                    | кидки                                    | 26                      |                                                                             |

## Плей-оф

### Сітка
|  | Чвертьфінали               | Чвертьфінали |           |    | Півфінали               | Півфінали               |  |  | Фінал | Фінал |
|  |                            |              |           |    |                         |                         |  |  |       |       |
|  | 11 лютого                  |              |           |    |                         |                         |  |  |       |       |
|  |                            |              |           |    |                         |                         |  |  |       |       |
|  | Канада                     | 11           |           |    |                         |                         |  |  |       |       |
|  | Канада                     | 11           | 14 лютого |    |                         |                         |  |  |       |       |
|  | Швеція                     | 0            |           |    |                         |                         |  |  |       |       |
|  | Швеція                     | 0            | Канада    | 10 |                         |                         |  |  |       |       |
|  | 12 лютого                  |              | Канада    | 10 |                         |                         |  |  |       |       |
|  |                            | Швейцарія    | 3         |    |                         |                         |  |  |       |       |
|  | Олімпійський комітет Росії | Швейцарія    | 3         | 2  |                         |                         |  |  |       |       |
|  | Олімпійський комітет Росії |              | 17 лютого | 2  |                         |                         |  |  |       |       |
|  | Швейцарія                  | 4            |           |    |                         |                         |  |  |       |       |
|  | Швейцарія                  | 4            | Канада    | 3  |                         |                         |  |  |       |       |
|  | 11 лютого                  |              | Канада    | 3  |                         |                         |  |  |       |       |
|  |                            | США          | 2         |    |                         |                         |  |  |       |       |
|  | США                        | США          | 2         | 4  |                         |                         |  |  |       |       |
|  | США                        | 14 лютого    |           | 4  |                         |                         |  |  |       |       |
|  | Чехія                      | 1            |           |    |                         |                         |  |  |       |       |
|  | Чехія                      | 1            | США       | 4  |                         |                         |  |  |       |       |
|  | 12 лютого                  |              | США       | 4  |                         |                         |  |  |       |       |
|  |                            | Фінляндія    | 1         |    | Матч за бронзові медалі | Матч за бронзові медалі |  |  |       |       |
|  | Фінляндія                  | Фінляндія    | 1         | 7  | Матч за бронзові медалі | Матч за бронзові медалі |  |  |       |       |
|  | Фінляндія                  |              | 16 лютого | 7  |                         |                         |  |  |       |       |
|  | Японія                     | 1            |           |    |                         |                         |  |  |       |       |
|  | Японія                     | 1            | Фінляндія | 4  |                         |                         |  |  |       |       |
|  |                            |              |           |    |                         |                         |  |  |       |       |
|  | Швейцарія                  | 0            |           |    |                         |                         |  |  |       |       |
|  | Швейцарія                  | 0            |           |    |                         |                         |  |  |       |       |

### Чвертьфінали
| 11 лютого 2022 12:10 v | США | 4–1 (0–0, 1–1, 3–0) | Чехія | Арена Укесон (Пекін) 636 глядачів |

| звіт | звіт                        | звіт                                  | звіт            | звіт                                                                         |
| --- | --------------------------- | ------------------------------------- | --------------- | ---------------------------------------------------------------------------- |
| |                             |                                       |                 |                                                                              |
| | Алекс Кавалліні             | Воротарі                              | Клара Песларова | Судді: Елізабет Манта Анніїна Нурмі Лінійні Судді: Анна Гаммар Кендалл Генлі |
| | голи:                       |                                       |                 | Судді: Елізабет Манта Анніїна Нурмі Лінійні Судді: Анна Гаммар Кендалл Генлі |
| Найт (Койн-Скофілд) – 25:47 / Стеклін (Паннек, Келлер) – 46:49 / Гермон (Брандт, Найт) (PP) – 56:51 / Койн-Скофілд (Келлер) (ENG) – 59:54 | 0–1 / 1–1 / 2–1 / 3–1 / 4–1 | 24:59 – Пейжлова (Ванішова, Кршишова) |                 | Судді: Елізабет Манта Анніїна Нурмі Лінійні Судді: Анна Гаммар Кендалл Генлі |
| |                             |                                       |                 | Судді: Елізабет Манта Анніїна Нурмі Лінійні Судді: Анна Гаммар Кендалл Генлі |
| |                             |                                       |                 | Судді: Елізабет Манта Анніїна Нурмі Лінійні Судді: Анна Гаммар Кендалл Генлі |
| |                             |                                       |                 | Судді: Елізабет Манта Анніїна Нурмі Лінійні Судді: Анна Гаммар Кендалл Генлі |
| 11 хв | Штраф                       | 10 хв                                 |                 | Судді: Елізабет Манта Анніїна Нурмі Лінійні Судді: Анна Гаммар Кендалл Генлі |
| |                             |                                       |                 |                                                                              |
| | 59                          | кидки                                 | 6               |                                                                              |

| 11 лютого 2022 21:10 v | Канада | 11–0 (4–0, 5–0, 2–0) | Швеція | Арена Укесон (Пекін) 669 глядачів |

| звіт | звіт                                                              | звіт     | звіт                     | звіт                                                                           |
| --- | ----------------------------------------------------------------- | -------- | ------------------------ | ------------------------------------------------------------------------------ |
| |                                                                   |          |                          |                                                                                |
| | Емеранс Машмаєр                                                   | Воротарі | Емма Седерберґ Іда Боман | Судді: Дарія Абросимова Лейсі Сенюк Лінійні Судді: Алекс Кларк Юлія Кайнберґер |
| | голи:                                                             |          |                          | Судді: Дарія Абросимова Лейсі Сенюк Лінійні Судді: Алекс Кларк Юлія Кайнберґер |
| Дженнер (Пулен, Нерс) – 03:05 / Фільє (Джонстон, Пулен) (PP) – 17:05 / Фільє (Реттрей, Фаст) – 17:41 / Реттрей (Томпсон, Нерс) (PP) – 19:35 / Спунер (Нерс, Ларок) (PP) – 23:16 / Амброз (Пулен, Томпсон) – 25:15 / Тернбулл (Амброз, Солньєр) – 26:56 / Дженнер (Пулен, Нерс) – 28:13 / Кларк (Белл, Гарт) (PP) – 29:09 / Дженнер (Гарт, Томпсон) – 50:55 / Фільє (Спунер, Фаст) – 52:06 | 1–0 / 2–0 / 3–0 / 4–0 / 5–0 / 6–0 / 7–0 / 8–0 / 9–0 / 10–0 / 11–0 |          |                          | Судді: Дарія Абросимова Лейсі Сенюк Лінійні Судді: Алекс Кларк Юлія Кайнберґер |
| |                                                                   |          |                          | Судді: Дарія Абросимова Лейсі Сенюк Лінійні Судді: Алекс Кларк Юлія Кайнберґер |
| |                                                                   |          |                          | Судді: Дарія Абросимова Лейсі Сенюк Лінійні Судді: Алекс Кларк Юлія Кайнберґер |
| |                                                                   |          |                          | Судді: Дарія Абросимова Лейсі Сенюк Лінійні Судді: Алекс Кларк Юлія Кайнберґер |
| 8 хв | Штраф                                                             | 14 хв    |                          | Судді: Дарія Абросимова Лейсі Сенюк Лінійні Судді: Алекс Кларк Юлія Кайнберґер |
| |                                                                   |          |                          |                                                                                |
| | 56                                                                | кидки    | 11                       |                                                                                |

| 12 лютого 2022 12:10 v | Олімпійський комітет Росії | 2–4 (0–0, 1–1, 1–3) | Швейцарія | Арена Укесон (Пекін) 670 глядачів |

| звіт                                                                           | звіт                              | звіт | звіт          | звіт                                                                    |
| ------------------------------------------------------------------------------ | --------------------------------- | --- | ------------- | ----------------------------------------------------------------------- |
|                                                                                |                                   | |               |                                                                         |
|                                                                                | Валерія Меркушева                 | Воротарі | Андреа Бранді | Судді: Келлі Кук Челсі Рейпін Лінійні Судді: Єнні Хейккінен Сара Стронґ |
|                                                                                | голи:                             | |               | Судді: Келлі Кук Челсі Рейпін Лінійні Судді: Єнні Хейккінен Сара Стронґ |
| Савоніна (Шохіна, Коржакова) – 37:38 / Лучникова (Братищева, Кадірова) – 56:53 | 0–1 / 1–1 / 1–2 / 2–2 / 2–3 / 2–4 | 34:31 – Стенц (Мюллер, Штальдер) / 47:31 – Рюеґґ (Мой, Валларіо) / 57:23 – Мюллер (Штальдер) / 59:58 – Мюллер (SH, ENG) |               | Судді: Келлі Кук Челсі Рейпін Лінійні Судді: Єнні Хейккінен Сара Стронґ |
|                                                                                |                                   | |               | Судді: Келлі Кук Челсі Рейпін Лінійні Судді: Єнні Хейккінен Сара Стронґ |
|                                                                                |                                   | |               | Судді: Келлі Кук Челсі Рейпін Лінійні Судді: Єнні Хейккінен Сара Стронґ |
|                                                                                |                                   | |               | Судді: Келлі Кук Челсі Рейпін Лінійні Судді: Єнні Хейккінен Сара Стронґ |
| 4 хв                                                                           | Штраф                             | 6 хв |               | Судді: Келлі Кук Челсі Рейпін Лінійні Судді: Єнні Хейккінен Сара Стронґ |
|                                                                                |                                   | |               |                                                                         |
|                                                                                | 24                                | кидки | 36            |                                                                         |

| 12 лютого 2022 16:40 v | Фінляндія | 7–1 (2–1, 2–0, 3–0) | Японія | Арена Укесон (Пекін) 675 глядачів |

| звіт | звіт                        | звіт                   | звіт           | звіт                                                                          |
| --- | --------------------------- | ---------------------- | -------------- | ----------------------------------------------------------------------------- |
| |                             |                        |                |                                                                               |
| | Меері Ряйсянен              | Воротарі               | Нана Фудзімото | Судді: Сіанна Ліфферс Анна Віґанд Лінійні Судді: Ліза Лінек Вероніка Ловенсне |
| | голи:                       |                        |                | Судді: Сіанна Ліфферс Анна Віґанд Лінійні Судді: Ліза Лінек Вероніка Ловенсне |
| Ніемінен (Тулус, Хійрікоскі) (PP) – 02:08/ Вайнікка (Лайтінен, Холопайнен) – 04:32 / Карвінен (Ніемінен, Тапані) – 25:01 / Ніемінен (Карвінен, Лайтінен) – 28:29 | 1–0 / 2–0 / 2–1 / 3–1 / 4–1 | 15:01 – Сіґа (Х. Токо) |                | Судді: Сіанна Ліфферс Анна Віґанд Лінійні Судді: Ліза Лінек Вероніка Ловенсне |
| |                             |                        |                | Судді: Сіанна Ліфферс Анна Віґанд Лінійні Судді: Ліза Лінек Вероніка Ловенсне |
| |                             |                        |                | Судді: Сіанна Ліфферс Анна Віґанд Лінійні Судді: Ліза Лінек Вероніка Ловенсне |
| |                             |                        |                | Судді: Сіанна Ліфферс Анна Віґанд Лінійні Судді: Ліза Лінек Вероніка Ловенсне |
| 8 хв | Штраф                       | 4 хв                   |                | Судді: Сіанна Ліфферс Анна Віґанд Лінійні Судді: Ліза Лінек Вероніка Ловенсне |
| |                             |                        |                |                                                                               |
| | 49                          | кидки                  | 25             |                                                                               |

### Півфінали
| 14 лютого 2022 12:10 v | Канада | 10–3 (5–1, 3–2, 2–0) | Швейцарія | Арена Укесон (Пекін) 645 глядачів |

| звіт | звіт                                                                         | звіт                                                                               | звіт                        | звіт                                                                         |
| --- | ---------------------------------------------------------------------------- | ---------------------------------------------------------------------------------- | --------------------------- | ---------------------------------------------------------------------------- |
| |                                                                              |                                                                                    |                             |                                                                              |
| | Ann-Renee Desbiens                                                           | Воротарі                                                                           | Андреа Бранді Саскія Маурер | Судді: Анніїна Нурмі Челсі Рейпін Лінійні Судді: Єнні Хеккіне Джекі Спрессер |
| | голи:                                                                        |                                                                                    |                             | Судді: Анніїна Нурмі Челсі Рейпін Лінійні Судді: Єнні Хеккіне Джекі Спрессер |
| Томпсон (Джонстон) – 07:16 / Реттрей (Амброз, Фільє) – 08:28 / Тернбулл (Томпсон, Джонстон) – 09:04 / Фаст (Нерс, Дженнер) – 09:21 / Амброз (Дауст, Спунер) – 10:40 / Пулен (Нерс) – 27:52 / Кларк (Джонстон, Тернбулл) – 28:03 / Пулен (Нерс, Томпсон) – 33:27 / Мальте (Стейсі, Солньєр) – 43:13 / Дженнер (Нерс) – 58:11 | 1–0 / 2–0 / 3–0 / 4–0 / 5–0 / 5–1 / 5–2 / 6–2 / 7–2 / 7–3 / 8–3 / 9–3 / 10–3 | 18:37 – Штальдер (Мюллер) (PP) / 24:59 – Мюллер (Штальдер) / 29:44 – Штальдер (PP) |                             | Судді: Анніїна Нурмі Челсі Рейпін Лінійні Судді: Єнні Хеккіне Джекі Спрессер |
| |                                                                              |                                                                                    |                             | Судді: Анніїна Нурмі Челсі Рейпін Лінійні Судді: Єнні Хеккіне Джекі Спрессер |
| |                                                                              |                                                                                    |                             | Судді: Анніїна Нурмі Челсі Рейпін Лінійні Судді: Єнні Хеккіне Джекі Спрессер |
| |                                                                              |                                                                                    |                             | Судді: Анніїна Нурмі Челсі Рейпін Лінійні Судді: Єнні Хеккіне Джекі Спрессер |
| 8 хв | Штраф                                                                        | 4 хв                                                                               |                             | Судді: Анніїна Нурмі Челсі Рейпін Лінійні Судді: Єнні Хеккіне Джекі Спрессер |
| |                                                                              |                                                                                    |                             |                                                                              |
| | 61                                                                           | кидки                                                                              | 13                          |                                                                              |

| 14 лютого 2022 21:10 v | США | 4–1 (0–0, 2–0, 2–1) | Фінляндія | Арена Укесон (Пекін) 642 глядачів |

| звіт | звіт                        | звіт                                       | звіт         | звіт                                                                       |
| --- | --------------------------- | ------------------------------------------ | ------------ | -------------------------------------------------------------------------- |
| |                             |                                            |              |                                                                            |
| | Алекс Кавалліні             | Воротарі                                   | Анні Кейсала | Судді: Келлі Кук Сіанна Ліфферс Лінійні Судді: Анна Гаммар Юлія Кайнберґер |
| | голи:                       |                                            |              | Судді: Келлі Кук Сіанна Ліфферс Лінійні Судді: Анна Гаммар Юлія Кайнберґер |
| Барнс (Брандт, Найт) (PP) – 23:39 / Найт (Гермон, Койн-Скофілд) – 38:53 / Скамурра (Барнс) – 55:20 / Роке (Карпентер, Кессел) (ENG) – 59:55 | 1–0 / 2–0 / 3–0 / 3–1 / 4–1 | 59:34 – Тапані (Карвінен, Хійрікоскі) (EA) |              | Судді: Келлі Кук Сіанна Ліфферс Лінійні Судді: Анна Гаммар Юлія Кайнберґер |
| |                             |                                            |              | Судді: Келлі Кук Сіанна Ліфферс Лінійні Судді: Анна Гаммар Юлія Кайнберґер |
| |                             |                                            |              | Судді: Келлі Кук Сіанна Ліфферс Лінійні Судді: Анна Гаммар Юлія Кайнберґер |
| |                             |                                            |              | Судді: Келлі Кук Сіанна Ліфферс Лінійні Судді: Анна Гаммар Юлія Кайнберґер |
| 6 хв | Штраф                       | 6 хв                                       |              | Судді: Келлі Кук Сіанна Ліфферс Лінійні Судді: Анна Гаммар Юлія Кайнберґер |
| |                             |                                            |              |                                                                            |
| | 42                          | кидки                                      | 26           |                                                                            |

### Матч за бронзові медалі
| 16 лютого 2022 19:30 v | Фінляндія | 4–0 (1–0, 0–0, 3–0) | Швейцарія | Арена Укесон (Пекін) 724 глядачів |

| звіт | звіт                  | звіт     | звіт          | звіт                                                                     |
| --- | --------------------- | -------- | ------------- | ------------------------------------------------------------------------ |
| |                       |          |               |                                                                          |
| | Анні Кейсала          | Воротарі | Андреа Бранді | Судді: Елізабет Манта Лейсі Сенюк Лінійні Судді: Алекс Кларк Сара Стронґ |
| | голи:                 |          |               | Судді: Елізабет Манта Лейсі Сенюк Лінійні Судді: Алекс Кларк Сара Стронґ |
| Вайнікка (Тулус, Холопайнен) – 11:38 / Тапані (SH) – 43:24 / Лайтінен (Холопайнен, Саволайнен) (PP) – 54:24 / Карвінен (Ніемінен, Хійрікоскі) (PP) – 59:03 | 1–0 / 2–0 / 3–0 / 4–0 |          |               | Судді: Елізабет Манта Лейсі Сенюк Лінійні Судді: Алекс Кларк Сара Стронґ |
| |                       |          |               | Судді: Елізабет Манта Лейсі Сенюк Лінійні Судді: Алекс Кларк Сара Стронґ |
| |                       |          |               | Судді: Елізабет Манта Лейсі Сенюк Лінійні Судді: Алекс Кларк Сара Стронґ |
| |                       |          |               | Судді: Елізабет Манта Лейсі Сенюк Лінійні Судді: Алекс Кларк Сара Стронґ |
| 8 хв | Штраф                 | 8 хв     |               | Судді: Елізабет Манта Лейсі Сенюк Лінійні Судді: Алекс Кларк Сара Стронґ |
| |                       |          |               |                                                                          |
| | 47                    | кидки    | 15            |                                                                          |

### Фінал
| 17 лютого 2022 12:10 | Канада | 3–2 (2–0, 1–1, 0–1) | США | Арена Укесон (Пекін) 834 глядачів |

| звіт                                                                         | звіт                        | звіт                                                                     | звіт            | звіт                                                                  |
| ---------------------------------------------------------------------------- | --------------------------- | ------------------------------------------------------------------------ | --------------- | --------------------------------------------------------------------- |
|                                                                              |                             |                                                                          |                 |                                                                       |
|                                                                              | Ann-Renee Desbiens          | Воротарі                                                                 | Алекс Кавалліні | Судді: Келлі Кук Анна Віґанд Лінійні Судді: Анна Гаммар Кендалл Генлі |
|                                                                              | голи:                       |                                                                          |                 | Судді: Келлі Кук Анна Віґанд Лінійні Судді: Анна Гаммар Кендалл Генлі |
| Нерс (Томпсон, Пулен) – 07:50 / Пулен – 15:02 / Пулен (Jenner, Нерс) – 29:08 | 1–0 / 2–0 / 3–0 / 3–1 / 3–2 | 36:39 – Knight (Брандт) (SH) / 59:47 – Кессел (Роке, Карпентер) (PP, EA) |                 | Судді: Келлі Кук Анна Віґанд Лінійні Судді: Анна Гаммар Кендалл Генлі |
|                                                                              |                             |                                                                          |                 | Судді: Келлі Кук Анна Віґанд Лінійні Судді: Анна Гаммар Кендалл Генлі |
|                                                                              |                             |                                                                          |                 | Судді: Келлі Кук Анна Віґанд Лінійні Судді: Анна Гаммар Кендалл Генлі |
|                                                                              |                             |                                                                          |                 | Судді: Келлі Кук Анна Віґанд Лінійні Судді: Анна Гаммар Кендалл Генлі |
| 6 хв                                                                         | Штраф                       | 4 хв                                                                     |                 | Судді: Келлі Кук Анна Віґанд Лінійні Судді: Анна Гаммар Кендалл Генлі |
|                                                                              |                             |                                                                          |                 |                                                                       |
|                                                                              | 21                          | кидки                                                                    | 40              |                                                                       |

## Медалісти
| Дисципліна     | Золото | Срібло | Бронза |
| -------------- | --- | --- | --- |
| Жіночий турнір | Канада · Ерін Амброз · Ештон Белл · Крістен Кемпбелл · Emily Clark · Мелоді Дауст · Анн-Рене Десбін · Рената Фаст · Сара Фільє · Браянн Дженнер · Ребекка Джонстон · Жоселін Ларок · Емма Мальте · Емеранс Машмаєр · Сара Нерс · Марі-Філіп Пулен · Джеймі Лі Реттрей · Джилл Солньєр · Елла Шелтон · Наталі Спунер · Лора Стейсі · Клер Томпсон · Брейр Тернбулл · Міка Занді-Гарт | США · Кайла Барнс · Меґан Бозек · Ганна Брандт · Дані Камеранезі · Александра Карпентер · Алекс Кавалліні · Джессі Комфер · Кендалл Койн-Скофілд · Бріанна Деккер · Джинсі Данн · Саванна Гермон · Керолайн Гарві · Нікол Генслі · Меґан Келлер · Аманда Кессел · Гіларі Найт · Еббі Мерфі · Келлі Паннек · Медді Руні · Еббі Роке · Гейлі Скамурра · Лі Стеклін · Ґрейс Замвінкл | Фінляндія · Санні Хакала · Єнні Хійрікоскі · Еліза Холопайнен · Сіні Кар'ялайнен · Мішель Карвінен · Анні Кейсала · Неллі Лайтінен · Юлія Лійкала · Евелійна Мякінен · Петра Ніемінен · Таня Нісканен · Єннійна Нюлунд · Меері Ряйсянен · Санні Рантала · Роня Саволайнен · Софіанна Сунделін · Сусанна Тапані · Ноора Тулус · Мінтту Туомінен · Війві Вайнікка · Санні Ванханен · Емілія Веса · Елла Війтасуо |